# Tchatkalophantes tarabaevi
Tchatkalophantes tarabaevi Tanasevič, 2001 è un ragno appartenente alla famiglia Linyphiidae.

## Etimologia
Il nome proprio della specie è in onore dell'aracnologo ed entomologo Čingis Karimovič Tarabaev.

## Distribuzione
La specie è stata reperita in Kazakistan

## Tassonomia
Al 2013 non sono note sottospecie e dal 2001 non sono stati esaminati nuovi esemplari.